# Ott kosmoses
Ott kosmoses (russisch Отть в космосе; zu deutsch „Ott im Kosmos“) ist der Titel eines estnischen Puppentrickfilms in Farbe aus dem Jahr 1961. Inspiration erhielt er mit der Kosmos-Begeisterung in der Sowjetunion durch Gagarins ersten Weltraumflug im selben Jahr.

## Handlung
Ott ist in der Schule ein begabter Junge. Als er eines Tages aus der Schule kommt, gelangt er zufällig zur Startrampe einer Weltraumrakete und fliegt als blinder Passagier ins Weltall. Dort trifft Ott auf einige seltsame Wesen. Zum Glück gelangt der aufgeweckte Junge wohlbehalten zur Erde zurück. Jetzt weiß er auch: was man in der Schule lernt, kann man in der Praxis oft gut gebrauchen...

## Produktion
Regisseur des Trickfilms war Elbert Tuganov (1920–2007). Tuganovs vierter Puppentrickfilm brachte ihm den Durchbruch als Filmemacher sowohl innerhalb der Sowjetunion als auch international.
Der Film wurde 2009 restauriert und digitalisiert.

## Auszeichnungen
„Ott kosmoses“ erhielt 1963 einen Sonderpreis beim Astronautik- und Kosmonautik-Filmfestival im französischen Deauville. Ein Jahr später bekam er beim Filmfestival in Leningrad den ersten Preis.